# Giorgio Da Mommio
Giorgio Da Mommio, detto Arturo, (Viareggio, 2 settembre 1932 – Carrara, 8 novembre 2020), è stato un politico italiano.
Fu deputato del Partito Repubblicano al Parlamento Italiano.

## Biografia
Direttore della Cassa Mutua degli Artigiani, a seguito della riforma sanitaria diventò dirigente prima della SAUB e successivamente della ASL 1 di Massa e Carrara. Consigliere comunale e capogruppo del Partito Repubblicano per tre legislature, venne eletto più volte al Consiglio provinciale di Massa e Carrara.
Nel 1983 fu eletto deputato nel collegio MS-LU-PI-LI. Capogruppo in Commissione finanze, collaborò attivamente con l'allora ministro delle Finanze Bruno Visentini. Fu tra l'altro relatore per la legge sulle donazioni e sulle successioni.
Alle successive elezioni politiche, pagando il calo del Partito Repubblicano, non venne rieletto. Rientrato alla vita lavorativa come coordinatore amministrativo dell'ASL 3 Toscana di Viareggio, fu di nuovo consigliere provinciale, divenendo poi assessore alle Finanze e presidente dell'UGIMA (Unione Generale del Marmo e Affini). Alla metà degli anni 90 si ritirò definitivamente dalla politica attiva.